# Teruyuki Okazaki
Teruyuki Okazaki (Fukuoka, 22 de junho de 1931 — Filadélfia, 21 de abril de 2020) foi um professor e lutador de Caratê japonês, faixa preta de décimo grau no Shotokan, além de fundador e instrutor-chefe da Federação Internacional de Karate Shotokan (ISKF). Juntamente com Gichin Funakoshi e Masatoshi Nakayama, Okazaki ajudou a fundar o programa de treinamento de instrutores da Associação Japonesa de Karate.
Nascido em Fukuoka, Japão, cresceu estudando judô, kendo e aikido e, aos 16 anos, ingressou na Universidade Takishoku, onde começou a praticar Caratê.
Morreu em 21 de abril de 2020, aos 89 anos, na Filadélfia, vítima de COVID-19, doença causada pelo vírus SARS-CoV-2, durante a pandemia de COVID-19 nos Estados Unidos.

## Obras publicadas
- Teruyuki Okazaki and Milorad V. Stricevic. (April 1984). "The Textbook of Modern Karate", Kodansha Amer Inc. ISBN 0-87011-461-1, ISBN 978-0-87011-461-8
- Teruyuki Okazaki. (2006). "Perfection of Character: Guiding Principles For The Martial Arts & Everyday Life", GMW Publishing, ISBN 0-9785763-2-2, ISBN 978-0-9785763-2-5